# SI FLEX
SI FLEX는 1988년 5월 20일 설립된 전자부품 제조회사로서 Flexible Printed Circuit Board (연성인쇄회로기판)의 연구, 개발, 제조와 더불어 Touch Screen Panel제조 및 SMT, Semi-Assembly를 하는 회사이다. 대표이사는 원동일이며 본사는 대한민국 경기도 안산시 반월공단, 해외공장은 중국 혜주, 위해, 천진에 위치해 있다.

## 연혁
- 1985.01.09 세일물산 설립
- 1988.05.20 주식회사 세일물산으로 전환
- 1996.03.07 (주)세일물산 기술연구소 설립
- 1997.11.05 세일홍콩유한공사설립
- 2000.08.01 에스아이플렉스로 변경
- 2000.04.05 위해세일전자유한공사설립
- 2003.12.01 안산 공장 이전
- 2005.09 일본동경사무소 설립
- 2006.08.01 중국 소주사무소 설립